# Gornje Podunavlje
Posebni naravni rezervat Gornje Podunavlje (srbsko Специјални резерват природе Горње Подунавље, latinizirano: Specijalni rezervat prirode Gornje Podunavlje) je veliko zaščiteno območje mokrišč na severozahodu Srbije (pokrajina Vojvodina, na levem bregu Donave. Obsega dve veliki močvirji, Monoštorski rit in Apatinski rit ter prostrane gozdove, travnike, ribnike, močvirja in donavske meandre, vključno s 66 km toka Donave (od km 1366 do km 1433). Je del čezmejnega biosfernega območja Mura-Drava-Donava, projekta petih držav, poimenovanega Evropska Amazonka.
Ime pomeni dolina Zgornje Donave. Deli naravnega rezervata so predmet mejnega spora med Hrvaško in Srbijo; Hrvaška zahteva nekatera območja pod srbskim nadzorom na vzhodni strani reke.

## Zaščita

### Ozadje
V zadnjih 200 letih je melioracija območja, predvsem izsuševanje močvirij, zmanjšala nekoč zelo razširjene močvirne ekosisteme v Panonski nižini na več zaplat ob večjih rekah. V tem obdobju so se reke v Bački spremenile v kanale. Zastarele zamisli o spreminjanju naravnih potokov v kanale brez gramoza ali peska v strugah naj bi se izvajale zaradi boljše plovnosti in preprečevanja poplav. Vendar pa je sčasoma izginilo na desetine rastlinskih in živalskih vrst in ta proces je prizadel celo človeško populacijo: ulov rib se je zmanjšal in podzemne vode, ki se uporabljajo za pitje, se niso več čistile skozi prst.

### Ustanovitev
Prva določitev zavarovanega območja sega v leto 1955, ko je bilo območje 10 kvadratnih kilometrov predlagano kot pomemben habitat za orla belorepca in črno štorkljo. Od takrat sta se vključeno območje in stopnja zaščite postopoma povečevala. Gornje Podunavlje je bilo leta 2001 razglašeno za posebni naravni rezervat v skupni velikosti 19.648 ha.

### Nivo zavarovanja
Znotraj rezervata je vzpostavljen tristopenjski conacijski sistem: varstveni režimi kategorije I (1,3 %), II (24,7 %) in III (74,0 %). Biotska raznovrstnost rezervata Gornje Podunavlje je ogromna. V rezervatu se redno pojavlja več kot 150 vrst ptic, med katerimi je veliko ogroženih. Je območje pomembnega vodnega in polvodnega rastlinstva, mokrotnih travnikov in avtohtonih nižinskih gozdov, ki jih sestavljajo vrbe, topoli, jeseni in hrasti. Območje je bogato z ribjimi vrstami, saj je eno najpomembnejših drstišč ob Donavi.
Projekt »Partnerstvo za živo Donavo« je bil ustanovljen leta 2007. V okviru projekta je bilo revitaliziranih 37 ha mokrišč Gornjega Podunavlja. Izveden je bil nov način odstranjevanja lesne in grmovne vegetacije, ki je dušila življenje v in ob ribnikih Šarkanj in Semenjača. Obnovljen je bil mozaik naravnih habitatov (mokrotni travniki-slana barja-vodna »ogledala«). Obnovile in regenerirale so se tudi kolonije plavajočih rastlin: rumena perunika, navadna vodna leča, trstičevje, beli lokvanj, rumeni blatnik, navadna rogoza in šaš. Kmalu so postale gnezdišče številnih močvirskih ptic. Nekatere ptice, ki jih na tem območju ni bilo več kot stoletje, so se vrnile. V letu 2017 so se začela dela na revitalizaciji barja Široki Rit na površini 53 ha, na vrsti pa je lokalizacija Štrbac.
Gornje Podunavlje je razglašeno tudi za pomembno območje za ptice, pomembno območje za rastline, pomembno območje za metulje, del mreže Emerald in ramsarsko mokrišče.

### Čezmejni biosferni rezervat
Gornje Podunavlje je del obsežnih poplavnih ravnic Srednje Donave, velikega čezmejnega poplavnega območja ob srednji Donavi, vzdolž trase južnega Evropskega zelenega pasu. Je eno najbolje ohranjenih mokrišč v porečju reke Donave. Leta 2009 je bil med Hrvaško in Madžarsko dosežen predhodni bilateralni dogovor o oblikovanju skupnega naravnega rezervata v regiji Drava-Donava. Marca 2011 so se ustrezna ekološka ministrstva iz petih držav (Avstrija, Slovenija, Hrvaška, Madžarska, Srbija) dogovorila o ustanovitvi čezmejnega biosfernega območja Mura-Drava-Donava, ki bi obsegalo več kot 700 kvadratnih kilometrov osrednje cone (že zaščitena območja), 2300 kvadratnih kilometrov varovalnih con in 7000 kvadratnih kilometrov prehodnih con. Vključevala naj bi že zavarovana območja: Kopački rit, Veliki Pažut, Mura-Drava (na Hrvaškem), Narodni park Donava-Drava (na Madžarskem), Gornje Podunavlje, Karađorđevo, Tikvara (v Srbiji) in več zavarovanih območij Natura 2000 v Avstriji, Sloveniji in na Madžarskem. S skupno 10.000 kvadratnimi kilometri bi bil med največjimi zavarovanimi kopenskimi območji v Evropi, zato so ga poimenovali »evropska Amazonka - Mura-Drava-Donava«. Junija 2016 je UNESCO uradno določil rezervat, septembra 2016 pa je pet ministrov odprlo rezervat in se dogovorilo o prihodnjem sodelovanju in skupnem upravljanju. To upravljanje bo vključevalo upravljanje rečnih ekosistemov na trajnosten način, obnovo in zaščito naravnih mokrišč in biotske raznovrstnosti, skrb za pitno vodo, spodbujanje gospodarskega razvoja: ekološka pridelava, turizem in varovanje raznolike kulturne dediščine v vsakem držav.

### Unescov biosferni rezervat
Rezervat je bil 14. junija 2017 uradno razglašen za Unescov Biosferni rezervat pod imenom »Bačko Podunavlje«. Podunavlje je drugi Unescov biosferni rezervat v Srbiji po Goliji-Studenici, imenovanem leta 2001.

## Živalstvo in rastlinstvo
Kot eno zadnjih celovitih poplavnih območij Donave vsebuje nekaj najdragocenejših mokriških habitatov in je zato zatočišče za številne vrste, ki so s svojim življenjskim ciklom neločljivo povezane z reko.

### Rastlinstvo
Naravni topolovi, hrastovi in vrbovi gozdovi ter občasno poplavni travniki ali številne mrtvice in močvirja, ki so bili nekoč razširjeni v podonavskih mokriščih, so danes redki in razdrobljeni habitati. Med drevesi, ki rastejo v Gornjem Podunavlju, so tudi jeseni, rezervat pa naseljujejo tudi rastline, kot so navadna splavka, rumena perunika (Iris pseudacorus), beli lokvanj (Nymphaea alba), pravi kolmež (Acorus calamus), rumeni blatnik (Nuphar lutea), navadna jarica, šaš, mala vodna leča (Lemna minor), vodna grebenika (Hottonia palustris), trstičevje, širokolistni rogoz (Typha latifolia) in Hippuris vulgaris. Število rastlinskih vrst v rezervatu, preko 1000, predstavlja tretjino vseh rastlinskih vrst v Srbiji.

### Živalstvo
Rezervat je dom 20 vrstam dvoživk in plazilcev ter številnim nevretenčarjem, vključno z več kot 60 vrstami metuljev. Gornje Podunavlje je življenjski prostor številnih ribjih vrst, ki najdejo idealne drstne razmere v mrtvicah in plitvih plitvinah izvirajoče reke, vključno s kritično ogroženo vrsto gladkega jesetra. Območje je dom nekaterih pomembnih vrst, kot sta orel belorepec (Haliaeetus albicilla) ali črna štorklja (Ciconia nigra), pa tudi raca kostanjevka (Aythya nyroca) in žličarka (Platalea leucorodia). V rezervatu živi 248 vrst ptic ali 71 % vseh vrst ptic v Srbiji (349). Prav tako ga naseljujejo redki in ogroženi sesalci, kot sta vidra (Lutra lutra) in divja mačka (Felis silvestris). Drugi sesalci so jazbec (Meles meles) in navadni jelen. Polovica vrst rib (50 od 98) in sesalcev (50 od 95 ali 101, odvisno od vira), registriranih v Srbiji, je mogoče najti v rezervatu. Čeprav je pod določenim pritiskom zaradi številnih človekovih dejavnosti, je to območje še vedno neokrnjeno naravno okolje za številne vrste, ki ga naseljujejo.